# Jampol (obwód sumski)
Jampol (ukr. Ямпіль, Jampil) – osiedle typu miejskiego w obwodzie sumskim Ukrainy, siedziba władz rejonu jampolskiego.

## Historia
Osiedle typu miejskiego od 1956 roku.
W 1959 liczyło 4 881 mieszkańców
W 1989 liczyło 5 887 mieszkańców.
W 2013 liczyło 4 697 mieszkańców.
W 2018 liczyło 4 492 mieszkańców.